# Панояш (Орике)
Панояш (порт.  Panóias) — фрегезия (район) в муниципалитете Орике округа Бежа в Португалии. Территория — 110,35 км². Население — 634 жителей. Плотность населения — 5,7 чел/км².